# Центральная площадь (Тюмень)
Центральная площадь Тюмени находится в Центральном районе города и ограничивается улицами Республики, Володарского, 8 Марта и Водопроводной.

## История
К середине XIX в. Тюмень расширилась до современной Первомайской улицы. Некоторые улицы вдоль Туры протянулись до нынешней Профсоюзной улицы и мимо оврага у речки Тюменки вплоть до тюрьмы. В начале 1860-х гг. администрация Тюмени приняла решение организовать в этой местности одну большую площадь, куда должна была переехать вся торговля с Гостинодворского, Полицейского, Александровского, Рыбного и Спасского рынков. Эта площадь стала именоваться в дальнейшем Базарной, Рыночной или Хлебной.
В конце XIX в. на площади было сооружено депо вольного пожарного общества, здесь же появилось здание цирка. Тогда же по периметру площади началось строительство частных домов, сильно уменьшивших размеры площади. В 1870—1880-х гг. до площади дотянулись улицы Успенская (Хохрякова) и Серебряковская (Советская).
В начале XX в. в середине площади возвели часовню в память о царе Александре II. Часовня просуществовала до 1950-х гг., когда её снесли для создания центральной площади города.
В период 1914—1917 гг. на площади появилась водонапорная башня, которая сохранилась до настоящего времени.
С началом Великой Отечественной войны в ноябре 1941 года на Торговую площадь были эвакуированы конструкторское бюро О.К. Антонова и планерный завод, которые выпускали транспортно-десантные планеры А-7. Здесь же был построен первый в мире «крылатый танк».
С созданием в 1944 г. Тюменской области Торговая площадь была выбрана для строительства административных зданий. Площадь проектировал главный архитектор Тюмени П. А. Гриненко. На площади разбили цветники и аллеи, построили здания УМВД и УМГБ (1948-51 гг.) и жилые дома для чиновников областных организаций на перекрёстках улиц Володарского и Водопроводной, а также на улице 8 Марта.
В 1950 году построили Почтамт. В 1953 году здесь возвели здание машиностроительного техникума, а в 1956 году — здание обкома КПСС, в котором сейчас находится администрации области. К началу 1960-х гг. были построены жилые дома вокруг Центральной площади, а к 1964 г. — здание Дома Советов (Облисполком). В 1950-е гг. торговля на площади была закрыта, и её перестали называть Торговой: употреблялось название «обкомовская». Бронзовый памятник Ленину был установлен 27 октября 1979 года. Окончательно площадь была переименована в Центральную в январе 1986 г., когда шла подготовка к 400-летию Тюмени.
В 1955 году рядом с Почтамтом была возведена телевизионная вышка высотой 62 м, с которой в 1957 году начались телевизионные трансляции тюменского телевидения.

## Площадь сегодня
В середине площади находится памятник Ленину. На северной части площади — здание Администрации Тюменской области, на западной — Управление МВД РФ по Тюменской области, на южной — Тюменская областная Дума. С востока к площади примыкает Тюменский государственный нефтегазовый университет.
Кроме памятника Ленину около управления МВД РФ находится также Памятник погибшим сотрудникам милиции